# Muscocyclops
Muscocyclops is een geslacht van eenoogkreeftjes uit de familie van de Cyclopidae.

## Soorten
- Muscocyclops bidentatus Reid, 1987
- Muscocyclops operculatus (Chappuis, 1917)
- Muscocyclops therasiae Reid, 1987